# NGC 760
NGC 760 — двойная звезда в созвездии Треугольник.
Этот объект входит в число перечисленных в оригинальной редакции «Нового общего каталога».
Смещение NGC 760 от NGC 761 точно измерено и его позиция от этого же объекта также хорошо измеряется с одной из звёзд Лаланда. Таким образом, идентификация NGC 760 не вызывает сомнений.